# Maria Maai
Maria Maai – dzielnica (wijk) miasta Willemstad oraz osada (buurt), w dystrykcie Willemstad, w kraju autonomicznym Curaçao, należącym do Holandii, w Ameryce Południowej. 20 października 2023 r. liczyła 1081 mieszkańców.  

## Osady
W skład dzielnicy wchodzą trzy osady (buurt):
| Lp. | Nazwa          | Powierzchnia km² | Liczba mieszkańców |
| --- | -------------- | ---------------- | ------------------ |
| 1.  | Amerikanenkamp | 0,36             | 614                |
| 2.  | Maria Maai     | 0,43             | 401                |
| 3.  | Sabana Hundu   | 0,27             | 196                |